# Comtat de Joigny
El comtat de Joigny (llatí evolucionat Jauviaco, Joviniaci, Joniaci i altres variacions) fou una jurisdicció feudal de França sorgida al segle x a l'enton del castell de Joigny, fundat per Renard I, vescomte de Sens, mort el 6 de gener del 996 o 999.

## Història

### Primera dinastia comtal
El territori fou donat en dot a la filla de Renard I, Adelaida de Sens, que es va casar amb Jofre I d'origen desconegut que podria ser un nebot de Gautier comte de Gatînais segons una carta d'Abbó abat de Saint-Benoît-sur-Loire al Papa datada el 997.
Jofre fou el pare de Jofre II que fou el successor i el primer que es va titular comte; a causa de la identitat de nom entre el pare i el fill no és clar quin era el que moria el 6 de març d'un any desconegut que amb relació a Jofre I seria potser entre 1035 i 1042. La seva vídua Alix o Adelaida es va casar en segones noces amb Engelbert III de Brienne. El fill Jofre II ja apareix en una carta de renúncia al poble de Migennes el qual "domnus Gaufridus pater meus" (el senyor Jofre el meu pare) que havia estat usurpat pel seu pare, en favor del monestir de Nostra Senyora i Sant Julià d'Auxerre, amb consentiment de "matris meæ Adhelaidis" (la meva mare Adelaida) i dels germans Gilduí (bisbe de Sens) i Renard; la renuncia està datada l'1 de març del 1042. Adelaida va morir abans que Engelbert però no se sap la data de la mort ni de l'un ni de l'altra, únicament es dedueix perquè el seu gendre va heretar Joigny a la seva mort. Si tal fos el cas voldria dir que una filla seva s'havia casat amb el fill del primer matrimoni, el que es força estrany.
Jofre II doncs hauria pujat al poder el 1042 o algun temps abans; és esmentat en una carta de fundació de Nostra Senyora de Joigny el 1080. Va tenir dos fills, Jofre i Renard II. Pel mateix temps el germà de Jofre II, Renard, porta també el títol de comte; es va casar amb Aelis de Bar sur Aube, vídua de Renald de Semur en Brionnais i fill i hereva de Nocher III comte de Bar sur Aube i senyor de Vitry en Perthois que va morir sense fills vers el 1053. Un altre germà, Gilduí fou arquebisbe de Sens el 1032 però va ser deposat per simonia el 1049 en el concili de Reims.
El fill de Jofre II, Renard II, fou el successor, sent esmentat en una donació el 1082. El 1096 es va unir a la Croada. Es va casar amb Vaidemunda de Courtenay, filla de Joscelí I senyor de Courtenay i van tenir dos fills, Guiu i Renard III, sent aquest el successor; es va casar amb Wandalmonda de Beaujeu, filla d'Humbert II senyor de Beaujeu i amb Alix de Blois, filla d'Esteve comte de Blois però no és clar quin dels dos matrimonis fou primer. La figura de Renard III és incerta: la primera temptació és identificar-lo amb el germà de Jofre II però la seva mort vers el 1150 (uns 70 anys després que Jofre II) ho fan molt improbable; resta una figura a identificar amb seguretat dins la família. La segona teoria l'identifica amb Renard IV, cosa molt més probable, ja que la mort d'aquest se situa entre 1164 i 1172.
Renard IV, del que com s'ha dit no es coneix la relació amb cap dels anteriors, podria ser el fill de Renard II o un altre parent no identificat. La seva germana Helwida era abadessa de Sant Julià a Auxerre i era viva el 1214. Renard IV apareix en una carta de 1161 i en una altra de 1164. Es va casar amb Adelaida de Nevers i fou el pare de quatre fills (Guillem I, Gaucher, Agnes i Elisenda). Gaucher es va casar en primeres noces amb Adelais de Vénizy (morta el 1221 o 1222, vídua d'Andreu de Brienne senyor de Ramerupt i filla d'Ansó de Vénisy, i en segones noces el 1226 amb Amícia o Amica de Montfort, filla del senyor Simó IV de Montfort; fou pare de Gaucher, monjo, i de Petronila casada el 1249 amb Pere de Courtenay senyor de Conches, que va morir un any després, i en segones noces (1252) amb el senyor Enric II de Sully, fill d'Enric I de Sully (mort el 1269). Agnes es va casar amb Simó de Broyes senyor de Beaufort, fill de Simó I senyor de Broyes (mort després de 1187) i en segones noces amb Enric d'Arzillières. I la darrera filla Elisenda (mort el 26 de febrer de 1218) es va casar amb Joan d'Arcis i en segones noces amb Miló comte de Bar-sur-Seine, fill d'Hug IV de Puiset comte de Bar sur Seine i de Petronila comtessa de Bar sur Seine; Miló va marxar a la croada el 1219 i va morir a Damiata el 17/18 d'agost de 1219.
El successor fou Guillem I que apareix en una carta del 1210 i va morir el 15 de febrer de 1220 segon els records de la catedral de Sens. Es va casar el 1178 amb Alix de Courtenay filla de Pere I senyor de Courtenay que va morir el 1218 amb 58 anys, però de la que es va divorciar el 1186 (llavors es va casar a "Engolismensi comitis" que era Aimar I comte d'Angulema); es va casar en segones noces vers 1187 amb Beatriu (morta l'11 de maig de 1226). Amb la primera esposa va tenir a Pere el successor. Amb la segona va tenir dos fills: Guillem II i una filla que es va casar amb Guillem I de Chauvigny (+1234) senyor de Châteauroux, fill d'Andreu I de Chauvigny senyor de Chauvigny (que ja havia estat casat abans) i després en segones noces amb Guillem III de Vierzon (+1250/1252) fill d'Hervé senyor de Vierzon (+[1250/52]).
Pere I fou el successor; es va casar amb Elisabet (morta abans del 31 de març del 1222) i no va tenir fills. Va morir vers abril de 1222. El va succeir el seu germà Guillem II casat el 1230 amb Elisabet de Noyers filla de Miló VII senyor de Noyers. Va morir abans del 1248 deixant un sol fill, Guillem III, que el va succeir.
Guillem III es va casar el 1248 amb Agnes de Châteauvillain, filla de Simó I senyor de Châteauvillain (Broyes) i en segones noces (1257) amb Isabel de Mello (morta vers 1301) filla de Guillem de Mello que després de la mort de Guillem vers 1261 es va casar abans del 1276 amb Humbert de Beaujeu senyor de Montpensier. Va tenir quatre fills de la primera esposa, Joan I el successor, Isabel, Joana i Agnes. Amb la segona dona va tenir a Guillem (mort abans de l'agost de 1322), senyor de Saint-Maurice, casat amb Adela de Montagu.
Joan I el va succeir vers 1261 i va morir en batalla el 1283. Es va casar amb Maria de Mercoeur, filla de Berald VI senyor de Mercoeur i va tenir dos fills: una filla de nom Isabel (+1295/1297) casada amb Haakon Magnusson de Noruega (nascut 10 d'abril de 1270 i + 8 de maig de 1319) fill de Magnus IV "Lagabøte" o "Lagabæter" que vol dir "el Reformador", rei de Noruega (Haakon fou també rei de Noruega succeint a un germà gran el 1299 amb el nom d'Haakon V); i un fill mascle, Joan II "Blondel" que era menor d'edat però va arribar a la majoria el 1305; va morir el 1324. Es va casar el 1297 amb Agnes de Brienne, filla d'Hug comte de Brienne, comte de Lecce i regent d'Atenes; es va casar en segones noces amb Alixenda de Mercoeur.
De la primera esposa va tenir una filla, Joana (+ 2 de setembre de 1336) que va heretar el comtat i es va casar (contracte signat l'abril del 1314 fet efectiu uns anys després vers 1235) amb Carles de Valois o Carles II d'Alençon el Magnànim que va morir en la batalla de Crécy el 26 d'agost de 1346. No van tenir fills, però va quedar en mans del marit el 1336 que el 1338 el va permutar amb Joan de Noyers senyor de Vandoeouvre.

### Família Noyers
Quatre membres de la família Noyers (fill, net, besnet i rebesnet) van seguir com a comtes, sent el darrer Lluís de Noyers que va morir sense fills el 1415 i el va succeir la seva germana Margarita de Noyers, casada amb Gui de la Trémoille senyor d'Huchon, mort el 1438. El 1429 Joigny va resistir un atac dels anglesos.

### Família Trémoille
El va seguir el fill Lluís II de la Trémoille que va morir el 1467 i altre cop es va extingir la branca i l'herència va passar a la descendència de la germana de Lluís, Joana de la Trémoille, casada a Joan de Chalon baró de Viteaux, la qual havia mort el 1454 però havia deixat un fill, Carles de Chalon, que va ser comte el 1467 i que a la seva mort sense fills fou succeït (vers 1500) per la seva germana Carlota casada a Adrià de Saint Maure, marquès de Nesle. El 1530 Joigny fou destruïda en bona part durant la guerra.

### Família Saint Maure
El fill, net i besnet d'Adrià van ser comtes al seu darrere; el darrer, Carles de Saint Maure, va morir el 1576 sense fills ni germans i l'herència va passar a la germana del seu pare, Lluïsa de Saint Maure, casada amb Gil II de Laval.

### Família de Laval i Ramon de Handio
El fill d'aquest el va succeir, i al seu torn fou succeït pel seu fill Guiu que va morir sense germans ni fills el 1590.
Altre cop l'herència va passar a una germana del seu pare, Anna de Laval, que estava casada amb Claudi de Chandio senyor de Buffy, al que va succeir el seu fill Ramon de Handio, que va vendre el comtat per decret.

### Família de Gondi
El comprador fou Manel de Gondi, marquès de Belle Isle, mort el 1662, al que va succeir el seu fill Pere de Gondi, duc de Retz, mort el 1676, deixant com a hereva la seva filla Paula Margarita Francesca que va morir el 21 de gener de 1716; estava casada amb Francesc Manel de Blancafort-Créquy duc de Loidiguieres; a la mort de l'únic fill i hereu el 1703, la comtessa Paula Margarita va donar el comtat així com el ducat de Retz (i el de Loidiguieres el marit) a Nicolau de Neuville duc de Villeroy, que va morir el 22 d'abril de 1734.

## Llista de comtes de la primera dinastia comtal
- Renard I de Sens abans de 990/995
- Adeladia vers 990/995
- Jofre I vers 990/995-1035/1042
- Jofre II 1035/1042-1080
- Renard (comte de Joigny o consort de Bar sur Aube) vers 1050 (associat?)
- Renard II 1080-després de 1096/1120
- Renard III vers 1096/1120-1150
- Renard IV 1150-1164/1172
- Guillem I 1164/1172-1220
- Pere I 1220-1222
- Guillem II 1222-vers 1248
- Guillem III 1248-1261
- Joan I 1261-1283
- Joan II "Blondel" 1283-1324
- Joana 1324-1336
- Carles II d'Alençon el Magnànim 12335-1236, administrador 1236-1238
- Permutat per terres a Borgonya amb la família Noyers 1338